# Velódromo de Sofía
El Velódromo de Sofía o bien Velódromo Serdika y también Kolodrum (en búlgaro: Колодрум) es un recinto deportivo al aire libre con una pista de 333,33 metros. Se encuentra ubicado en la ciudad de Sofía la capital de Bulgaria, concretamente en el parque Borisova gradina. El velódromo fue cerrado (en mayo de 2010) por obras de reparación. La pista está anclada como una estructura de hormigón sobre pilares de hormigón. Tiene una longitud de 333,33 m y una anchura de 6,60 m, la pendiente de la curva máxima (elevación) es 42 °. La superficie de la pista también es de hormigón. Hay 5.000 asientos para espectadores.